# Burg Beutelsbach
Die Burg Beutelsbach, auch Burgruine Kappelberg genannt, ist die Ruine einer Spornburg beim Ortsteil Beutelsbach der Stadt Weinstadt im Rems-Murr-Kreis in Baden-Württemberg und ältester Sitz der Württemberger.

## Geschichte
Vermutlich wurde die Burg im 11. Jahrhundert von den Württembergern als erste Stammburg erbaut. Sie schützte die Kaiserstraße, eine wichtige Straßenverbindung des Mittelalters, die über den Schurwald ins Filstal führte. Um 1080 nannten sich die Württemberger noch nach Beutelsbach, bis sie mit Konrad I. auf die Burg Wirtemberg zogen und deren Namen übernahmen.
Vermutlich war die Burg Beutelsbach damals schon Ruine. 1252 wurde sie erwähnt und 1312 zerstört. Die Burgkapelle neben der Ruine war 1514 Schauplatz beim Aufstand des „Armen Konrad“. Die Faktenlage über diese Ereignisse ist allerdings dünn.
Zwischen 1760 und 1765 wurden die Mauern der Ruine bis auf die Grundmauern niedergelegt.
1968 wurden auf einem 310 m ü. NN hohen Bergsporn die Grundmauern und Ruinenreste der Burg bei Arbeiten im Zuge der Rebflurbereinigung wiederentdeckt und freigelegt. Dabei hatten die Archäologen lediglich zwei Wochen Zeit für eine Notgrabung. Aufgrund der damaligen Planierungsarbeiten wäre heute kaum mit neuen Ergebnissen zu rechnen.
Der wichtigste Fund war ein Stein mit folgender unvollständiger Inschrift:
[ANNO D(OMI)NI M DCC L II XI K(A)L(ENDAS) IVNII / INCHOATA EST STRVCTVRA HV[I] / VS MONTIS A VENERABILI BERTHO //LDO P(RE)P(OSI)TO [PRI]MO AVCT[ORE CO(M)ITE] VLR(ICO) / DE WIRT(EMBERG....] E / INNOCEN[...]
Die Inschrift kann folgendermaßen übersetzt werden:
Im Jahre des HERRN 1752 (sic!) am 11. vor den Kalenden des Juni (22. Mai) ist der Bau dieser Burg begonnen worden von dem ehrwürdigen Berthold, dem ersten Probst (?), auf Veranlassung des Grafen Ulrich von Wirtenberg (...) im Pontifikat des Papstes Innozenz IV.
Offenbar ist dem Steinmetz ein Fehler unterlaufen, indem er das Datum um ein D vermehrte. Somit wurde aus der Jahreszahl 1752 statt 1252.
Die anschließend rekonstruierte Ruine entspricht nicht wissenschaftlichen Erkenntnissen. Dennoch zählt die Ruine zu den historisch bedeutendsten Stätten des Landes.

## Bilder

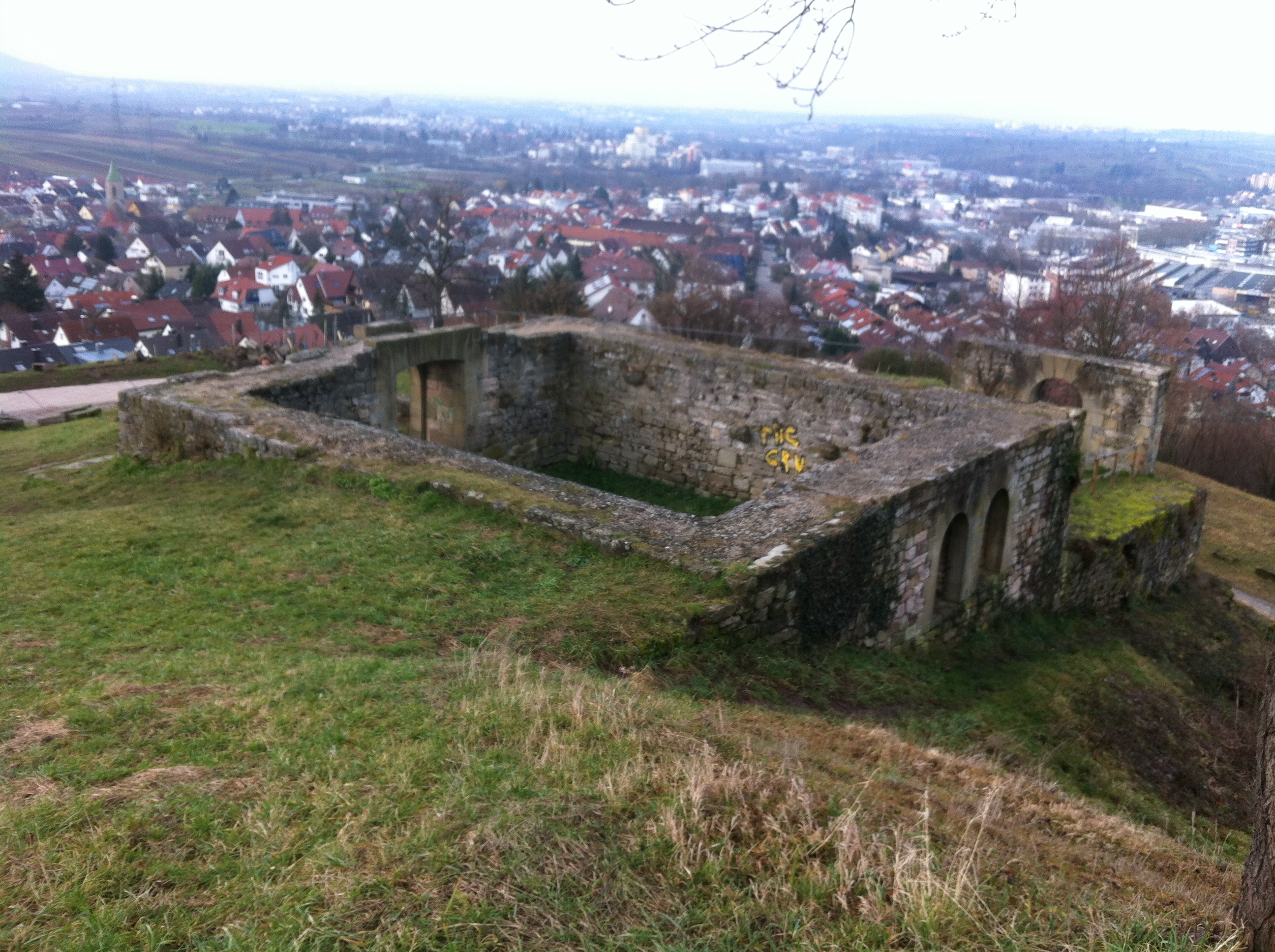
Ansicht von oben 2014
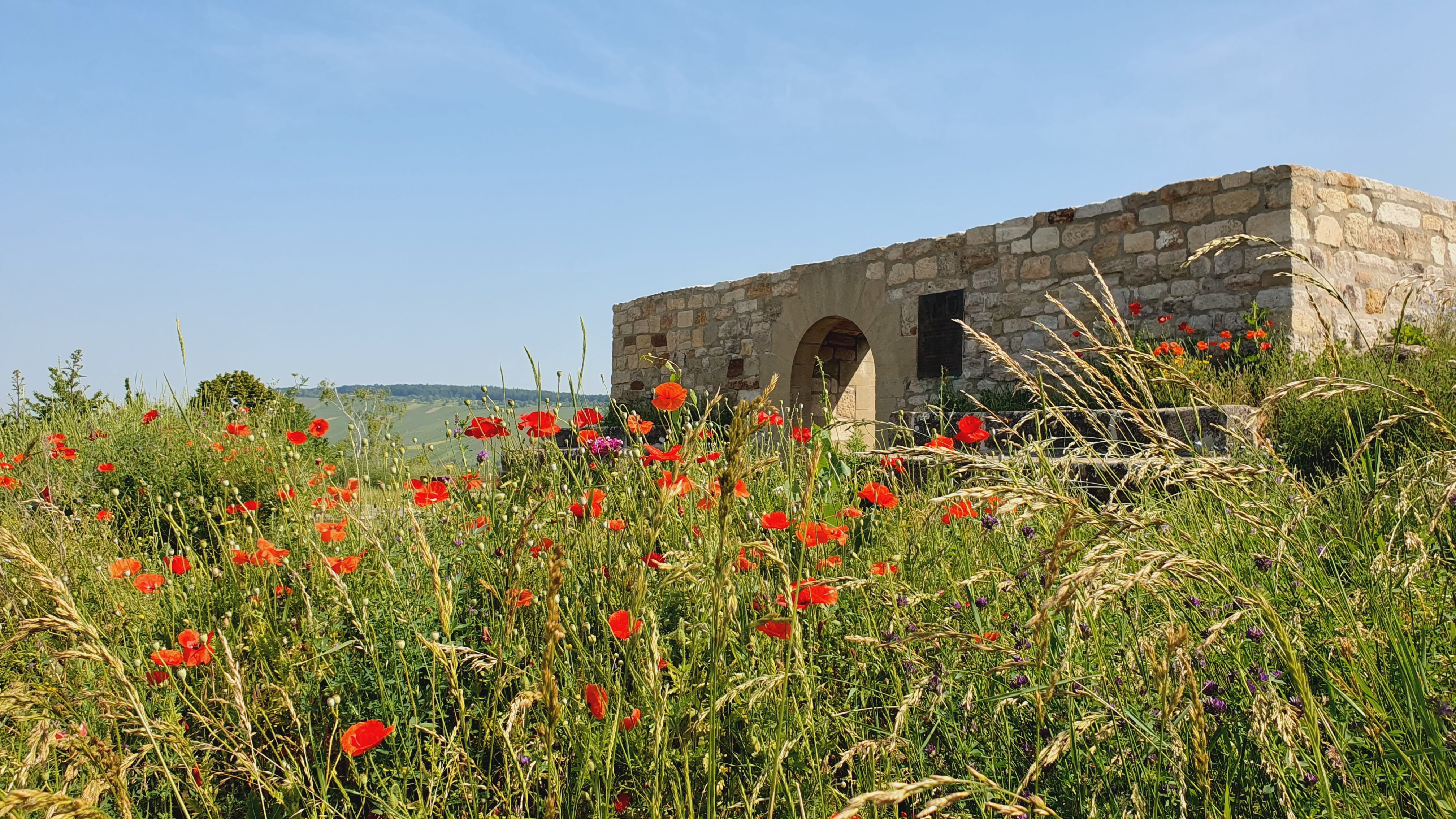
Saniert 2021
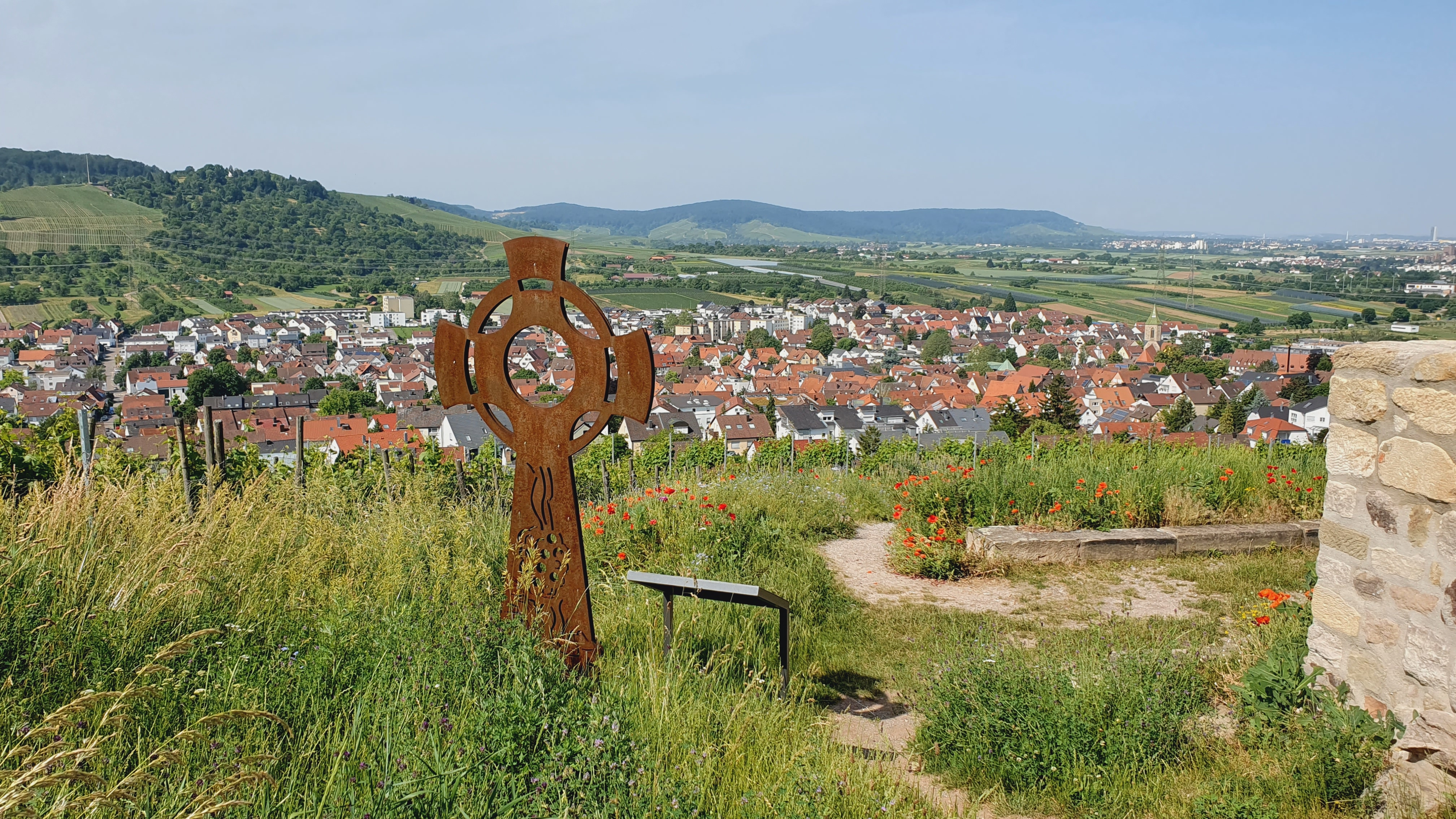
Blick von der Ruine nach Beutelsbach
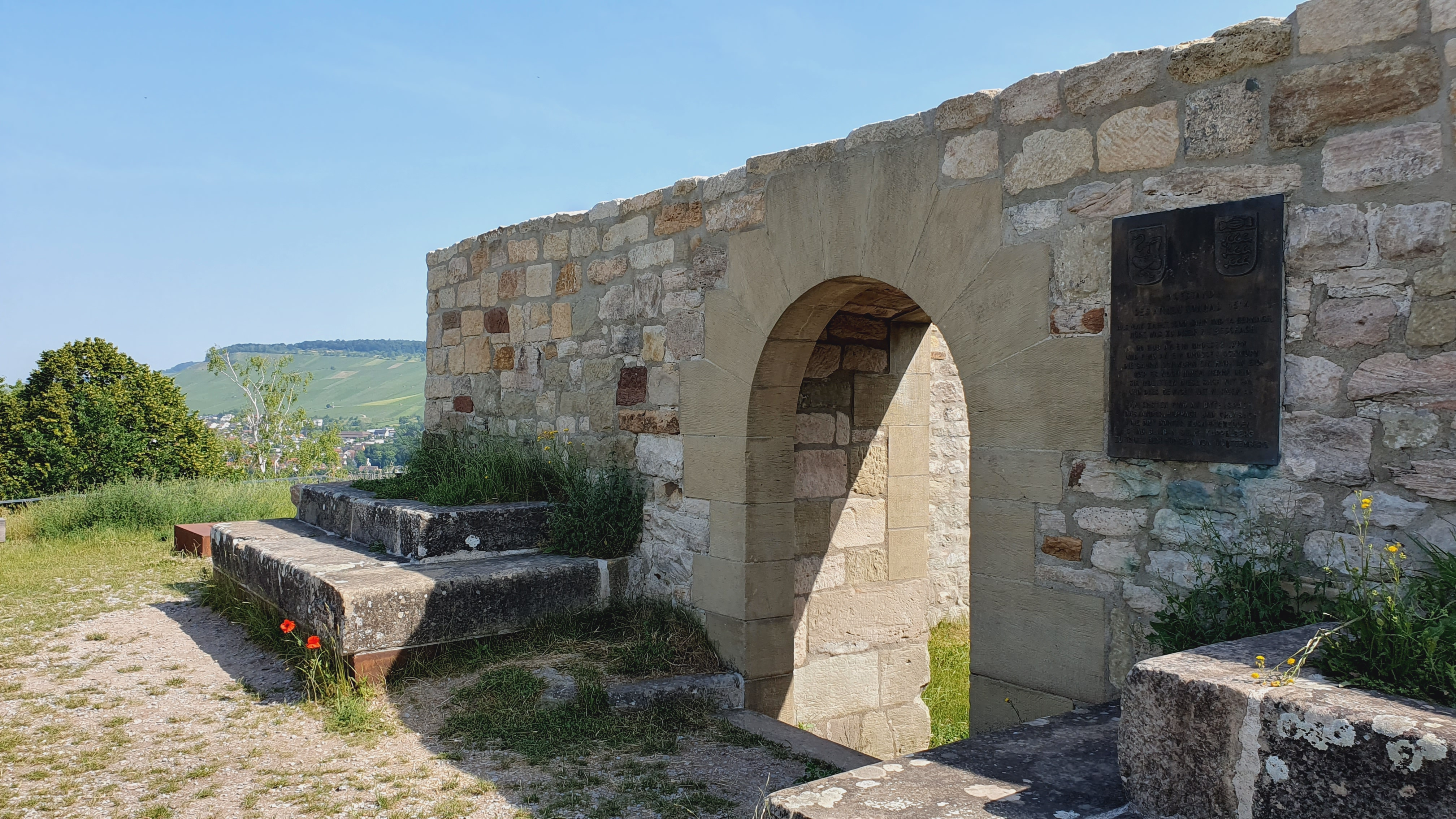
Ruinenzugang mit alter Infotafel
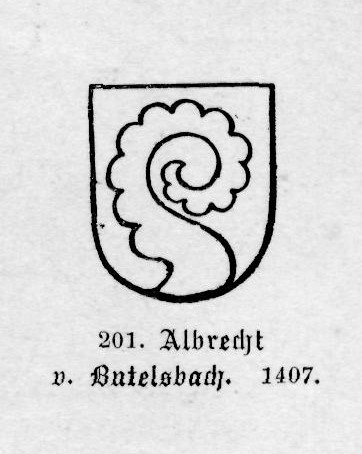
Wappen des Albrecht von Beutelsbach